# Эрикссон, Гуннар (историк)
Эрик Гуннар Эрикссон (швед. Erik Gunnar Eriksson, род. 13 июля 1931, Лудвика, Швеция — 17 июня 2024, район Хакста) — шведский историк науки, почётный профессор истории идей и науки Уппсальского университета.

## Биография

### Академическая деятельность
В 1962 году Эрикссон получил степень доктора наук и звание доцента на кафедре истории идей и науки Уппсальского университета. В 1970 году возглавил вновь созданную кафедру истории идей в Университете Умео, став её первым заведующим. В 1981 году сменил своего учителя Стена Линдрота (скончавшегося в 1980 году) на профессорской кафедре имени Карлберга в Уппсальском университете, которую занимал до выхода на пенсию в 1996 году.

### Научное наследие
Ранние работы Эрикссона посвящены истории шведской ботаники. Его докторская диссертация (1962) исследовала наследие Элиаса Фриза и романтическую биологию. В 1969 году учёный опубликовал фундаментальный труд по истории ботаники в Швеции. Значительная часть исследований посвящена Улофу Рудбеку Старшему, включая монументальную биографию (2002), изданную к 300-летию со дня смерти учёного. Эрикссон — автор множества статей в «Шведском биографическом словаре», в том числе о Карле Линнее и Стене Линдроте.

### Редакторская деятельность
В 1980—1990 годах редактировал ежегодник Lychnos Шведского общества истории науки. В 1980 году избран членом Шведской академии (присуждающей Нобелевские премии по литературе) и Королевской шведской академии наук.

## Награды
- 1980 — Член Шведской королевской академии наук
- 1980 — Член Шведской академии литературы
- 2003 — Премия Акселя Хирша[швед.]
- 2004 — Премия Овралида[швед.][4]